# Bermudes aux Jeux olympiques d'hiver de 1998
Les Bermudes participent aux Jeux olympiques d'hiver de 1998, organisés à Nagano au Japon. Ce pays prend part à ses troisièmes Jeux olympiques d'hiver. Un athlète de ce pays prend part à la manifestation. Il ne remporte pas de médaille.

## Athlète engagé

### Luge
| Athlète           | Manche 1 | Manche 1 | Manche 2 | Manche 2 | Manche 3 | Manche 3 | Manche 4 | Manche 4 | Total    | Total |
| Athlète           | Temps    | Rang     | Temps    | Rang     | Temps    | Rang     | Temps    | Rang     | Temps    | Rang  |
| ----------------- | -------- | -------- | -------- | -------- | -------- | -------- | -------- | -------- | -------- | ----- |
| Patrick Singleton | 51.434   | 26       | 51.579   | 28       | 51.839   | 26       | 52.243   | 28       | 3:27.095 | 27    |